# Paralimnophila unicincta
Paralimnophila unicincta là một loài ruồi trong họ Limoniidae. Chúng phân bố ở miền Australasia.